# Kukawka prążkowana
Kukawka prążkowana (Neomorphus radiolosus) – gatunek średniej wielkości lub dużego ptaka z rodziny kukułkowatych (Cuculidae), podrodziny kleszczojadów. Występuje endemicznie po zachodniej stronie Andów w Kolumbii i Ekwadorze. Narażony na wyginięcie.

## Taksonomia
Gatunek po raz pierwszy opisali Philip Lutley Sclater i Osbert Salvin. Opis ukazał się w 1878 roku na łamach „Proceedings of the Zoological Society of London”. Holotyp pochodził z Ekwadoru, za miejsce odłowienia wskazano Intaj (dalsze położenie nieznane). Nadano mu nazwę Neomorphus radiolosus akceptowaną obecnie przez IOC.
Pierwszy opis zawierał informacje o wyglądzie upierzenia, wymiary, miejsce zebrania holotypu, uwagi co do klasyfikacji w rodzaju Neomorphus oraz załączoną tablicę barwną oznaczoną numerem XXVII. Miejsce przechowywania holotypu określono jako Museum Salvin–Godman, wiadome jest, że trafił potem do Muzeum Brytyjskiego (znalazł się w katalogu z 1891). Gatunek monotypowy.

## Morfologia
Długość ciała mieści się w przedziale 46–50 cm. Około 5 cm przypada na dziób (mierzony od zgięcia po koniuszek), a 25,5 cm na ogon (tyle mierzą środkowe sterówki, zewnętrzne mierzą około 17 cm). Skrzydła mają długość blisko 17 cm, zaś skok – 7 cm. Dwa zbadane osobniki ważyły 365 i 433 g.
W większości upierzenie grzbietu i spodu ciała przybiera barwę czarną; dzięki płowym obrzeżom piór sprawia wrażenie łuskowanego. Niższą, brązową część grzbietu pokrywają drobne, czarne prążki. Kuper odróżnia czarnobrązowy kolor. Pokrywy skrzydłowe kasztanowe. Zewnętrzne lotki I rzędu mają barwę czarną, pozostałe – także II rzędu – fioletowoczerwoną. Długi, w porównaniu do ciała, ogon cechuje zielono-fioletowy połysk. Czub i kark porastają czarne, połyskujące ciemnozielono pióra. Za okiem widoczne jest nagie pole niebieskiej skóry, a do tego czarna obrączka oczna, która w okresie lęgowym zmienia kolor na niebieski. Tęczówka brązowa. Dziób mocny, górna szczęka szara, dolna żółtawa. Nogi niebieskoszare, stosunkowo długie i mocne. Brak dymorfizmu płciowego, osobniki młodociane przypominają dorosłe.

## Zasięg występowania
Kukawka prążkowana występuje na zachodnich zboczach Andów na terenie południowo-zachodniej Kolumbii i północno-zachodniego Ekwadoru. Ograniczona jest do regionu biogeograficznego zwanego Chocó, będącego lasem deszczowym leżącym u pacyficznego wybrzeża Andów. Środowisko życia stanowią lasy deszczowe, zarówno nizinne jak i górskie, zazwyczaj na wysokości 400–1500 m n.p.m., choć zdarzały się też stwierdzenia poniżej 100 m i do 1695 m n.p.m.

## Zachowanie
Zwykle ptaki tego gatunku widuje się, gdy chodzą lub biegają po ziemi. Mogą latać, jednak częściej, by dostać się na wyższe miejsce, podskakują lub posługują się krótkim podfrunięciem. W trakcie żerowania zwierzę często podnosi i opuszcza czubek. Podąża za mrówkami nomadycznymi (ang. army ants), które wypłaszają zdobycz (owady i inne stawonogi). Prócz tego zjada płazy bezogonowe, jaszczurki i małe węże, którymi trzęsie, dopóki nie padną, a następnie je zjada. Kukawki prążkowane żerują samotnie. W przypadku spotkania dwóch ptaków często dochodzi do okazywania agresji i przepędzenia konkurenta przez kłapanie dziobem lub rozkładanie skrzydeł i ogona ku ziemi. Wypłoszony ptak opuszcza okolice kolonii mrówek. Niekiedy odzywa się niskim muu, podobnym do muczenia krowy.

## Lęgi
Jeszcze w 1997 (ukazanie się 4. tomu Handbook of the Birds of the World) wszelkie aspekty rozrodu N. radiolosus pozostawały nieznane. W 2007 po raz pierwszy opisano gniazda i zachowania lęgowe. Dwa gniazda odnalezione w marcu i kwietniu 2005 mieściły się w lesie pierwotnym, na drzewach z rodziny zaczerniowatych (Melastomataceae), na wysokości 5,4 i 3,9 m nad ziemią. Umieszczone były na gałęzi bądź dwóch gałęziach w miejscu wyrastania ich z pnia. Prawdopodobnie gniazda w całości wykonane były z liści, nie stwierdzono gałązek, mchu ani wyściółki. W gniazdach znajdowało się po jednym jaju koloru kremowego, jednak nie wiadomo, czy taka była oryginalna wielkość zniesienia, gdyż gniazda odnaleziono już w trakcie wysiadywania. Inkubacja trwała co najmniej 13 dni. Tylko w jednym obserwowanym gnieździe wykluło się pisklę, w drugim wylęg się nie powiódł. Pisklę karmione było przez oboje rodziców drobnymi bezkręgowcami, w tym prostoskrzydłymi, oraz małymi kręgowcami, jak niewielkie żaby i jaszczurki. Codziennie w trakcie wysiadywania jaja, a potem karmienia pisklęcia ptaki dokładały zielone liście jako wyściółkę. Młode było w pełni opierzone po 20 dniach od wyklucia. Kukawka prążkowana lęgi wyprowadza od marca do czerwca.

## Status i zagrożenia
Przez Międzynarodową Unię Ochrony Przyrody (IUCN) kukawka prążkowana od 2024 klasyfikowana jest jako gatunek narażony (VU, Vulnerable); wcześniej, od 2009 była uznawana za gatunek zagrożony wyginięciem (EN, Endangered), od 2000 za gatunek narażony, a w roku 1994 i 1996 sklasyfikowano ją jako gatunek zagrożony. W 1997 ptak znany był jedynie z dwunastu siedlisk, po sześć w każdym zamieszkiwanym państwie. Liczebność populacji w 2023 roku szacowano na 2500 – 12 000 dorosłych osobników. Główne zagrożenie dla gatunku stanowi wycinka lasów i degradacja siedlisk. Występuje w 10 obszarach uznanych za ostoje ptaków IBA, w tym m.in. w Parku Narodowym Munchique.